# Щербаков, Александр Николаевич (футболист)
Александр Николаевич Щербаков (1 сентября 1948, Горький) — советский футболист, выступавший на позиции полузащитника, и футбольный тренер. Известен по выступлениям за горьковскую «Волгу», в составе которой сыграл около 250 матчей, также выступал в высшей лиге за ЦСКА. Заслуженный работник физической культуры России. Заслуженный работник физической культуры, чемпион Европы и чемпион России среди ампутантов.

## Биография
С семи лет занимался футболом в детской команде «Звёздочка» (Горький), первый тренер — Семён Наумович Шапиро. В 17-летнем возрасте присоединился к ведущей команде города — «Волге», в одном из первых своих матчей сделал хет-трик в ворота калининской «Волги». В 1968 году стал лучшим бомбардиром своего клуба с 13 голами. В 1972 году из-за конфликта с тренером покинул «Волгу» и перешёл в дзержинский «Химик».
Привлекался в юношескую сборную СССР, участвовал в отборочных матчах юношеского чемпионата Европы в Турции, однако на финальный турнир не поехал из-за травмы.
В 1974 году перешёл в московский ЦСКА. В высшей лиге дебютировал 9 июля 1974 года в выездном матче против «Пахтакора». Всего в составе армейцев принял участие в трёх матчах высшей лиги.
После ухода из ЦСКА снова играл за команды Дзержинска и Горького. В составе «Волги» принял участие в 241 матче первенств СССР, а всего за команды Горького и области сыграл около 400 матчей. В 1979 году в возрасте 31 года завершил игровую карьеру.
Окончил высшую школу тренеров. В 1982—1983 годах работал главным тренером горьковской «Волги». С середины 1980-х годов возглавлял горьковский «Локомотив» и вывел его из соревнований коллективов физкультуры во вторую лигу, но вскоре уступил тренерский пост приглашённому из Москвы Александру Мирзояну и стал его помощником. В 1990—1991 возглавлял команду «Знамя» (Арзамас), дебютировавшую в 1990 году на профессиональном уровне. В 1990-е годы был руководителем федерации футбола «Поволжье». В начале 2000-х годов работал исполнительным директором нижегородского «Локомотива», а затем — тренером футбольного клуба инвалидов «Нижегородец».